# 岡留安則
岡留 安則（おかどめ やすのり、1947年11月23日 - 2019年1月31日）は、日本のジャーナリスト、元『噂の眞相』編集長・発行人。

## 来歴・人物
鹿児島県曽於郡末吉町（現在の曽於市）生まれ。宮崎県立都城泉ヶ丘高等学校（県をまたいで越境入学した）では野球部に所属。法政大学社会学部入学後、学生運動の闘士となり、大学3年のとき構造改革左派のプロレタリア学生同盟に参加。1970年に卒業後、70年安保を境に学生運動から脱落。同法学部に学士入学し、在学中は高田馬場で土方のアルバイトを経験。1972年卒業。
赤石憲彦率いる東京アドエージに入社し、以後2年半、業界紙の編集に携わる。1975年に退社し、新島史と共同で『マスコミ評論』を創刊、編集長となる。しかし、その後編集方針で新島と対立するようになり、1978年、5人のスタッフともども新島に追放された（のちに新島は、消費者金融「レイク」恐喝で逮捕、起訴され、懲役1年2か月の実刑判決をうけ、服役する）。
周囲に資金援助を仰ぎ、3000万円を集めて東京新宿に事務所を借り、反権力・反権威スキャンダリズムを売りとする月刊誌『噂の眞相』を1979年3月に創刊。1980年、『噂の眞相』は皇室ポルノ事件で広告のほとんどを失い、また印刷会社などへの攻撃により危機に陥るが、その後は広告を頼りにしない方針で立ち直り、休刊まで黒字を維持した。ノーテンキを自称し、個人的な知人・友人であっても容赦なく批判や話題の種にする事で知られた。但し、『噂の眞相』に連載中の人物のみはこの限りではない。また、田中康夫と宅八郎の対立（というか宅が田中を一方的に攻撃）で、その心労のため岡留は胃潰瘍になる。のちに宅の連載は打ち切られた（宅が違法行為で逮捕されたことなどにより）。
2004年4月号限りで噂の眞相を休刊すると、沖縄県へ移住。翌年1月には「『噂の眞相』25年戦記」（集英社新書）を著し、発行から休刊までの総括を発表した。月刊誌『WiLL』にウェブログの内容を連載。『WiLL』は保守色の強い雑誌であり、岡留の思想とは相容れない誌面だが、花田紀凱編集長との個人的な親交から連載していた。しかし読者からの反発を受けて、2008年2月“紙面の都合で休載”とされそのまま連載終了してしまった。
ちなみに噂の眞相はテレビ番組という形で復活しており、タイトルはそのものズバリ「TVウワサの眞相」。雑誌時代のテイストを残し月1回で放送され、メインキャスターを岡留が務めていた（番組はCSデジタルテレビ局の朝日ニュースターで放送され、2007年3月15日放送分で終了した）。
東京スポーツで「マンデー激論」を月に一度担当。那覇市のスナック『酒処 瓦家別館』の店主を務めていた。
2016年に脳梗塞を発症。その後、がんが見つかり、治療を続けていたが、2019年1月31日、右上葉肺がんのため、那覇市内の病院で死去。71歳没。

## 主な著書
- 『武器としてのスキャンダル』（パシフィカ, 1982年 ISBN 4827511497; 筑摩書房 ちくま文庫, 2004年 ISBN 4480039422）
- 『サングラスの中の女たち』（サンマーク出版, 1984年 ISBN 4763189190）
- 『「噂の眞相」編集長日誌』（木馬書館, 1984年 ISBN 4943931103; 社会思想社 現代教養文庫, 2000年 ISBN 4390116339)
- 『タブーなき闘い—続「噂の眞相」編集長日誌』（木馬書館, 1989年 ISBN 4943931189; 社会思想社 現代教養文庫, 2000年 ISBN 4390116347)
- 『Rの総括—リクルートの犯罪性と疑獄の再検証』（編集, 佐高信・室伏哲朗ほかとの共著, 木馬書館, 1990年 ISBN 4943931197）
- 『噂の眞相—編集長日誌〈3〉』（木馬書館, 1994年 ISBN 4943931375; 社会思想社 現代教養文庫, 2001年 ISBN 4390116401）
- 『「噂の眞相」編集長日誌〈4〉』（木馬書館, 1999年 ISBN 4943931537）
- 『「噂の眞相」25年戦記』（集英社新書, 2005年 ISBN 4087202755）
- 『「噂の眞相」イズム　反権力スキャンダリズムの思想と行動』（WAVE出版, 2005年 ISBN 4872902254）
- 『編集長を出せ！「噂の眞相」クレーム対応の舞台裏』（ソフトバンククリエイティブ，2006年 ISBN 4797333421）
- 『100人のバカ』（佐高信との共著　七つ森書館, 2007年　ISBN  4-8228-0740-1）　『噂の眞相』の連載『七人のバカ』の単行本化。
- 『幻視行日記　東京新宿「噂の眞相」編集部発沖縄行』（七つ森書館, 2007年　ISBN  978-4-8228-0858-7）